# Звернення депутатів від Партії регіонів і КПУ до польського Сейму
Звернення депутатів від Партії регіонів і КПУ до депутатів польського Сейму з проханням «визнати Волинську трагедію геноцидом щодо польського населення і засудити злочинні діяння українських націоналістів» було підписано 148-ма народними депутатами України в червні 2013 року. Автори звернення переконані, що вживання терміна «геноцид» стосовно Волинської трагедії не спричинить жодних непорозумінь у польсько-українських відносинах. Заява була надіслана у відповідь резолюції, прийнятої 20 червня Верхньою палатою парламенту (сенатом) Польщі напередодні 70-ї річниці Волинської трагедії, де ці події вже було названо «етнічною чисткою з ознаками геноциду»
Вадим Колесніченко розповів, що українські парламентарії зібрали 148 підписів під зверненням до маршалка Сейму Еви Копач «без жодних проблем за 3 години».
Звернення підписали 119 депутатів від ПР, 23 від КПУ, а також 6 позафракційних.

## Реакція

### В Україні
Звернення викликало великий резонанс в українському та польському суспільствах, адже вперше у світовій історії державні діячі однієї країни звернулися до іншої з проханням публічно принизити їхню націю, їхніх героїв.
Перший президент України Леонід Кравчук назвав це звернення «антигромадським, антинаціональним кроком, що може бути прирівняний до національної зради»:
|  | Заява 148 з них із закликом до польського Сейму визнати події на Волині геноцидом – безпрецедентний у світовій історії випадок, коли політики просять законодавчий орган іншої держави звинуватити у найважчому із злочинів представників свого народу. Це антигромадський, антинаціональний крок, що може бути прирівняний до національної зради. Ці 148 депутатів (більшість з яких ігнорує одну з найбільших трагедій в минулому України – Голодомор, що був злочином геноциду проти мільйонів українців) розтоптали нашу історію |

Лідер ВО «Свобода» Олег Тягнибок зауважив, що не знає таких прецедентів у світі, коли представники влади звертаються до іншої держави, щоб та ухвалювала рішення, котрі принижують націю, якій державні чиновники повинні служити.
Народний депутат від фракції «Свобода» Ігор Мірошниченко вважає, що звернення українських обранців до Сейму Польщі із закликом визнати Волинську трагедію геноцидом поляків є «провокацією проти українців».
Історик Олександр Палій вважає що це звернення є «підтвердженням антиукраїнської природи влади», також 148 депутатів фальсифікували історію в самому своєму зверненні і тим самим «третина українського парламенту взяла участь в антиукраїнській технології».
Український історик, мистецтвознавець та філолог професор Вадим Скуратівський назвав авторів листа «закінченими мерзотниками».
Дитяча письменниця та журналіст Леся Воронина вважає звернення черговим свідченням того, «що люди, які керують нашою державою, ненавидять і зневажають народ і країну, в якій живуть».
Народний депутат України від Всеукраїнського об'єднання «Свобода» Ірина Фаріон скерувала депутатське звернення до Голови Служби безпеки України та голови Комітету з питань Реґламенту, депутатської етики та забезпечення діяльності Верховної Ради України щодо державної зради, яку вчинили 148 народних депутатів України, звернувшись до Сейму Республіки Польща з проханням визнати Волинську трагедію геноцидом польського народу. Вона заявила:
|  | Звернення 148 народних депутатів України до Сейму Республіки Польща з проханням визнати Волинську трагедію геноцидом польського народу та засудити злочинні діяння українських націоналістів викликало широкий суспільний резонанс не тільки в Україні, а й в усьому світі. Історія не знає подібних прецедентів, щоби народні депутати, які отримали мандат від українського народу, намагалися дискредитувати свою націю й свою державу. Вперше у світовій історії державні діячі однієї країни звернулися до іншої з проханням публічно принизити їхню націю, їхніх героїв. Цей вчинок є відвертою підривною діяльністю проти України. Підписанти принесли в жертву честь і гідність України і стали на шлях національної зради. |

На думку народного депутата Віктора Балоги, прохання регіоналів та комуністів визнати події на Волині 1943 року геноцидом поляків призвели до нових негативних моментів, які погіршують стосунки України і Польщі, про що він написав на своїй сторінці у Facebook:
|  | "Влада та 148 депутатів від парламентської більшості за останні тижні зробили для українсько-польських відносин більше шкоди, ніж усі наші недруги на міжнародній арені. А результатом їхньої боротьби з політичними опонентами стало лише те, що Україна втрачає одного зі своїх друзів і лобістів у ЄС" |

Народний депутат Геннадій Москаль, вважає, що тих 148 депутатів, що звернулися до керівництва Сейму Польщі з проханням визнати Волинську трагедію геноцидом польського народу, схоже забули, хто їх обирав: 
|  | "Історія подібних прецедентів не знає, щоб народні депутати, котрі отримали мандат від українського народу, намагалися дискредитувати свою націю" |

Євген Марчук вважає, що звернення українських депутатів до Сейму Польщі — це ганебний крок з боку всіх підписантів, а з морально-політичної точки зору — це недостойний крок серйозних політиків.
|  | "Взагалі звертатися до іноземного парламенту чи уряду з тим, щоб твоїй країні зробили щось погане, це, як мінімум, непристойно. На мій погляд, з урахуванням всіх компонентів цієї справи, крім того, що в Польщі є різні політичні сили, такий крок був ініційований третьою стороною. Не Росією, як державою в цілому, а деякими російськими впливовими політиками" |

Юрій Макаров вважає, що об'єднана команда депутатів регіоналів і комуністів танцюють «на кістках жертв трагічних обставин», надіславши листа з закликом до своїх польських колег визнати, що українці під час Волинської трагедії чинили геноцид над поляками.
19 липня 2013 Львівська міська рада звернулася до Голови Верховної Ради України з вимогою здійснити перевірку наявності ознак державної зради в діях 148 народних депутатів, які звернулися до Сейму Польщі з проханням визнати Волинську трагедію геноцидом польського народу. У зверненні йдеться про наступне:
|  | «Львівська міська рада не може стояти осторонь діяння 148 нардепів, яке носить відверто підривний характер проти України. Нещодавно у ЗМІ зявилось повідомлення про те, що 148 нардепів звернулися до Сейму Польщі з проханням визнати Волинську трагедію геноцидом польського народу та засудити злочинні діяння українських націоналістів. Ця заява викликала широкий суспільний резонанс не тільки в Україні, а й в усьому світі. Історія не знає подібних прецедентів, коли народні депутати, які отримали мандат довіри від українського народу, намагаються дискредитувати свою націю й свою державу. Вперше у світовій історії державні діячі однієї країни звернулися до іншої з проханням публічно принизити свою націю, своїх героїв. Підписанти принесли в жертву честь і гідність України і стали на шлях національної зради. Їхній вчинок розділяє націю й веде до розколу нашої держави» |

#### Кримінальне провадження
В 2016 році очільник «БФ „Посиленню нацбезпеки та розвитку місцевого самоврядування“» Костянтин Валентинович Красовський звернувся до Служби безпеки України зі скаргою про злочин, в якій йшлось про те, що своїми діями 148 народних депутатів України, які підписали листа до польського Сейму вчинили умисне діяння на шкоду інформаційної безпеки України та надали іноземній державі, іноземній організації або їх представникам допомоги в проведенні підривної діяльності проти України. (Ст. 111 Кримінального кодексу України).
Коли працівниками Головного слідчого управління Служби безпеки України не було вжито відповідних дій, Красовський К. В. звернувся до Шевченківського суду м. Києва з позовною скаргою, щодо неправомірних дій ГСУ СБУ.
4 жовтня 2016 року Шевченківський суд м. Києва задовольнив позовні вимоги Красовського та зобов'язав Головне слідче управління СБУ внести відомості до ЄРДД за ст. 111 ККУ. 28 листопада 2016 року ГСУ СБУ внесло відомості в ЄРДР за ст. 111 ККУ.

1 листопада 2016 р., після внесення відомостей до ЄРДР, Красовський звернувся до Генерального прокурора України Луценка Ю. В. з вимогою здійснити нагляд за додержанням законів органами, що провадять оперативно-розшукову діяльність, дізнання та досудове слідство.

### У Польщі
Польське суспільство з подивом сприйняло звернення.. Депутат Сейму Польщі Мирон Сич наголосив:
|  | Я здивований, як і українська меншина у Польщі. В цілому у польському суспільстві здивування з приводу того, що в такій ситуації частина депутатів Верховної Ради виступає проти процесу єднання між Україною та Польщею. Якщо ми говоримо про "геноцид" і хочемо притримуватись однієї позиції, то потрібно враховувати також і те, що злочин здійснювали дві сторони" |

## Повний список нардепів, що підписали звернення

### Партія регіонів

#### Б
Володимир Бідьовка
Інна Богословська
Яків Безбах
Сергій Брайко
Сергій Буряк
Юрій Боярський
Іван Бушко
Вячеслав Богуслаєв
Володимир Бойко
Віталій Барвіненко
Олена Бондаренко
Олександр Біловол
Олександр Бобков
Анатолій Близнюк
Євген Балицький
Леонід Байсаров
Володимир Бандуров
Віктор Будківський
Віталій Борт

#### В
Олександр Волков
Олександр Васильєв
Юрій Воропаєв

#### Г
Анатолій Гончаров
Григорій Груба
Віталій Грушевський
Іштван Гайдош
Костянтин Гузенко
Сергій Горохов
Анатолій Гіршфельд
Юрій Гержов

#### Д
Микола Дмитрук
Сергій Дунаєв
Борис Дейч
Микола Джига
Володимир Дудка
Анатолій Денисенко
Володимир Демішкан

#### Є
Олександр Єгоров
Олександр Єдін

#### Ж
Микола Жук

#### З
Володимир Зубик

#### І
Артем Ільюк

#### К
Вадим Колесніченко
Володимир Кацуба
Анатолій Кінах
Василь Ковач
Анатолій Коржев
Антон Кіссе
Леонід Клімов
Олександр Кузьмук
Євген Карташов
Олександр Козуб
Олексій Кунченко
Сергій Клюєв
Григорій Калетник
Сергій Кий
Сергій Кальцев

#### Л
Владислав Лук'янов
Михайло Ланьо
Валентина Лютікова
Валентин Ландик
Микола Левченко
Леонід Литвинов

#### М
Ігор Молоток
Володимир Мисик
Нвєр Мхітарян
Володимир Малишев
Сергій Матвієнков
Володимир Мальцев
Євгеній Мураєв
Олександр Момот
Володимир Макеєнко
Євгеній Морозенко
Володимир Медяник

#### Н
Валентин Ничипоренко
Володимир Наконечений
Олена Нетецька

#### О
Володимир Олійник
Віктор Остапчук
Валерій Омельченко

#### П
Василь Поляков
Андрій Пінчук
Олег Парасків
Костянтин Павлов
Володимир Продивус
Андрій Пономарьов
Олександр Пресман
Юрій Поляченко

#### С
Юрій Самойленко
Артем Семенюк
Володимир Сальдо
Микола Сорока
Олександр Стоян
Іван Ступак
Андрій Селіваров
Володимир Струк

#### Т
Олександр Табалов
Ельбрус Тедеєв
Віктор Тихонов
Яків Табачнік
Геннадій Труханов
Віктор Турманов

#### Ф
Геннадій Федоряк
Світлана Фабрикант

#### Ц
Олег Царьов
Ігор Циркін

#### Ч
Михайло Чечетов
Володимир Чуб

#### Ш
Нестор Шуфрич
Дмитро Шпенов
Олег Шаблатович
Андрій Шипко
Вілен Шатворян
Юрій Шаповалов

#### Щ
Артем Щербань

#### Я
Антон Яценко

### КПУ
Петро Симоненко
Антон Дорохов
Олександр Зубчевський
Олег Буховець
Сергій Баландін
Омелян Парубок
Лариса Байдюк
Руслан Скарбовійчук
Петро Цибенко
Михайло Герасимчук
Василь Самойленко
Ігор Алексєєв
Олександр Присяжнюк
Олександр Голуб
Вікторія Бабич
Євген Мармазов
Віктор Губар
Валентин Матвєєв
Сергій Гордієнко
Роман Шугало
Сергій Топалов
Ольга Борита
Володимир Кудря

### Позафракційні
Лев Миримський
Ігор Скосар
Віталій Немілостівий
Ігор Рибаков
В'ячеслав Кутовий
Володимир Купчак